# 小松崎茂
小松崎 茂（こまつざき しげる、1915年〈大正4年〉2月14日(戸籍上2月21日) - 2001年〈平成13年〉12月7日）は、東京府（現：東京都）出身の画家・イラストレーター。
空想科学イラスト・戦記物・プラモデルの箱絵（ボックスアート）など、挿絵画家の第一人者として幅広く活躍した。

## 略歴

### 日本画
小松崎は東京市（現：東京都区部）の南千住で生まれ、青年期には日本画家を志望し花鳥画の堀田秀叢（ほったしゅうそう）に学ぶ。しかし、転じて秀叢の弟弟子の画家・小林秀恒の下で挿絵画家の道を歩むことになる。

### 少年誌での活躍
1938年（昭和13年）に「小樽新聞」に連載の悟道軒圓玉の講談小説『白狐綺談』の挿絵でデビューし（筆名は「恒方」）、翌々年には科学雑誌『機械化』の挿絵で、戦争物や空想科学を題材にした絵を描き評判になる。本名のほか「三村武」「最上三郎」といった筆名を使い分けるなどして『機械化』誌上を賑わせた。
第二次世界大戦ごろには小松崎の描く挿絵は俄然注目されるようになり、少国民向け雑誌に戦記小説の挿絵や、軍艦、戦車、軍用機などの戦争イラストを数多く発表する。1945年（昭和20年）の東京大空襲で生家は全焼し、それまでの資料やスケッチも灰になった。
敗戦後の混乱期、日本を占領した進駐軍に群がる子供達の姿を痛々しく思い、涙を流したという小松崎は、自分の絵で子供達を励ます事は出来ないかと考えるようになり、作品作りもより精力的に行うようになる。少年誌向けに表紙や挿絵を数多くの雑誌に描き続け、掲載された空想科学イラストは当時の少年達に、未知なるものへの想像力をかき立て人気を博した。
1948年（昭和23年）に子供向けの絵物語ブームが起こり、SF冒険活劇物語『地球SOS』が少年画報社の月刊誌「冒険活劇文庫」（後に「少年画報」へ改称）で作画連載（1948 - 1951年）され、山川惣治と人気を二分した。以後、『大平原児』『平原王』『第二の地球』など西部劇物語もの、科学冒険ものと幅広く執筆し大活躍する。当時娯楽に飢えていた少年少女らはまさに、映画を観るように物語と挿絵に魅せられた。当時の小松崎人気は凄まじく、幾つもの雑誌に掛け持ちで連載や口絵の仕事を抱え、寝る間もない程多忙な日々を送った。
1950年代半ばを境に絵物語人気は漫画に押され凋落していったが、1960年代には戦争を知らない世代の子供達の間で戦記ブームが巻き起こり、各少年誌で戦記漫画、読み物が人気となった。これを受けて小松崎は、得意分野の緻密なメカイラストを様々な媒体で披露、1970年代から1980年代にかけても多忙な日々は続いた。

### プラモデルの「箱絵」ヒットメーカー
1960年代から1970年代にかけてプラスチック製の子供向け玩具が主流となると、飛躍的に製造されて普及したプラモデルなどのボックスアート（箱絵・パッケージアートとも言われる）などに使用されるイメージ・イラストを多く手がけ、小松崎の名声は不動のものとなった。プラモデルメーカーとして艦船・戦車・飛行機を手がける田宮模型（現・タミヤ）、サンダーバードシリーズの今井科学、1/76戦車模型の日東科学教材、1970年代のロボットアニメのバンダイなど、模型業界各社からの依頼を受けた。描かれたイラスト作品は各メーカーの要望に合致し、なおかつ、さらに上回る魅力と迫力があった。戦前からのイラストレーターとして、第一次プラモデルブームに貢献した第一人者となる。
1961年（昭和36年）当時、タミヤが多額の金型開発費を投入して社運をかけたモーターライズ戦車プラモデル「パンサータンク」を制作。そこでプラモデルを販売する際の最大のアピールポイントである箱絵が小松崎に依頼され、タミヤの経営状況を知った小松崎は多忙であるにもかかわらず快諾した。彼の描く「パンサータンク」は、硝煙やオイルの匂いさえ漂うような迫力溢れる箱絵で発売された。よく走る戦車プラモと小松崎の画力で製品はヒット商品となり、その後のタミヤの経営が軌道に乗るきっかけとなった。現在パンサータンクの原画はタミヤ本社の金庫に厳重に保管されている。以後しばらくは、タミヤを中心としたボックスアートを描き続け（1961 - 1972年）初期の「タミヤ」ブランドのイメージ作りに貢献した。のちに弟子筋に当たる髙荷義之、上田信もタミヤの箱絵を手がける事になる。またタミヤには小松崎の紹介で優秀な人材が入社している。1963年（昭和38年）には当時、柏市内で模型店主として小松崎邸に出入りしていた橋本健次郎が入社し、後に零戦52型の設計を担当、模型愛好家から絶賛される。翌1964年（昭和39年）には小松崎の遠縁に当たる長倉大陸が入社し、後にミニ四駆ブームの立役者となった。1966年（昭和41年）、タミヤでは社内でイラストレーターを養成する必要に迫られていた所、小松崎の弟子に当たる大西将美が入社し、筆を振るった。無背景の白箱に大西の精密なイラストが載ったタミヤの製品は、「ホワイトパッケージ」と呼ばれ、親しまれた。
その後今井科学も「小松崎メカニカルアート」に着目した。当時テレビ放映で話題となったサンダーバードのキャラクタープラモデルを製品化するにあたり、箱絵を託すべく小松崎の弟子の高荷義之に仲介を依頼し、小松崎の了解を得て描かれた。基地から飛び立つ迫力ある箱絵は、1967年（昭和42年）に発売された「サンダーバード2号」を空前の大ヒット、ブームにする原動力となった。サンダーバードはシリーズ化され、殆どのボックスアートを小松崎が引き受けている。主役メカ以外のボックスアートにも必ず「サンダーバード2号」は描いて欲しいとの今井科学の要望を受け入れ、すべての箱絵にそれが描き込まれた。当時の今井科学の1968年度（昭和43年）売上げ目標20億を上回る26億円を達成するほどに人気を博した結果、他のメーカーからも作画依頼が殺到することとなった。

### 箱絵の背景を消されたプラモデル
1970年以降、日本のプラモデル産業の成長に伴い、世界各国での需要がある戦車・飛行機・艦船模型輸出も活発に行われるようになった。それに伴い精密さを増した箱絵の背景に描かれた「箱に入っていない物」は誤解を招き、輸出の障害となることが問題視される。輸出に力を入れ始めたタミヤでは、「背景には製品に含まれないアイテムは描かないこと」を依頼先の画家・イラストレーターらに通達した。主な輸出先のアメリカの消費者団体に配慮ということである。
商品イメージを膨らませる「ダイナミックでドラマチックな背景・構図」の小松崎路線から、「精密で資料性の高い箱絵」への転換が始まる。タミヤでの箱絵の仕事は1971年（昭和46年）、1/700ウォーターラインシリーズの駆逐艦が最後となった。以後、国内市場が主力の模型メーカー日東科学などの戦車・AFVや、キャラクター・トイ向けのバンダイからの仕事が増え、アニメ・特撮物など小松崎の得意とする動きのある構図・背景を生かした箱絵を手がけた。

### 漫画界に与えた影響
1990年（平成2年）に発行された画集には石ノ森章太郎、ちばてつや、川崎のぼる、松本零士といった名だたる漫画家達が賛辞の声を載せており、小松崎の絵物語を大いに愛読し、影響を受けたといった言葉が述べられている。藤子不二雄Ⓐに至っては、ペンネームを「小松原滋」にしてサインも真似した程であったという。あまり語られることはなかったが、小松崎がのちの漫画界に与えた影響は非常に大きかったと言える。
また、小松崎本人も『週刊少年サンデー』1975年（昭和50年）9月28日号で「大正12年9月1日11時58分44秒！関東大震災」と題し、南千住で被災した関東大震災の体験談を漫画化した32ページの読み切り漫画を執筆している。

### 生涯現役
小松崎はジャンルに囚われず次々と新趣向の作品を輩出し続け、晩年になっても筆を置くこともなくMIX-UP・CDジャケットやPlayStation 2のメタルギアソリッド2限定版付属冊子内イラスト（これが商業イラストとしては最後の作品となった）など多方面に活躍した。
1995年（平成7年）1月に愛犬用の暖房からの出火が原因で自宅兼作業場が全焼、数万点に及ぶ作品と膨大な資料を焼失したものの「絵はまた描けばよい」と力強い創作意欲を見せ、周囲を驚かせた。1996年（平成8年）には、創刊された中古ゲーム雑誌『ユーズド・ゲームズ』の4号から15号までと一部の総集編の表紙を担当した。
晩年は足腰こそ弱っていたが語り口は明瞭であり、インタビューを受けると2時間以上延々と喋り続け、ズボンはタバコの灰を落とすくせがあるのでいつも穴だらけなのも一向に気にせず、相手にはおかまいなく自分が入れたコーヒーを何杯もふるまうという、パワフルで人懐っこく不思議なキャラクターの持ち主だった。
兵器イラストを数多く手掛けたため「軍国主義的」と批判されることもあったが、彼自身は兵器の機能美・造形美を愛していた。何より戦争体験者として戦争を忌み嫌い、一貫して反戦と平和を訴え続けていた。
2001年（平成13年）12月7日、心不全で死去。享年86。

### オンライン美術館
2023年（令和5年）6月18日に没後22年目にして、オンラインで小松崎茂の作品を楽しむことができる「【公式】小松崎茂ONLINE美術館」が遺族により開設された。小松崎茂としては初めての公式ウェブサイトとなる。

## アニメ化された原作作品
Project BLUE 地球SOS
近年の小松崎作品再評価の流れで、2006年（平成8年）7月小松崎作品の原点『地球SOS』がアニメ化された。『Project BLUE 地球SOS』の題名で、小松崎のメカデザイン・物語の世界観は現代風にリメイクされている。AT-Xで6話放送され、DVDも発売された。更に翌年には地上波でも放送されている（この時は各話を前後編に分割して放送）。

## 映画
- 1957年（昭和32年） - 東宝映画『地球防衛軍』[1]
- 1959年（昭和34年） - 東宝映画『宇宙大戦争』[1]
- 1963年（昭和38年） - 東宝映画『海底軍艦』[1]の轟天号のデザイン。
- 1966年（昭和41年） - 東宝映画『空飛ぶ戦艦』、空中戦艦スーパーノア ※諸事象により未制作
- 1963年（昭和38年）の東宝映画『マタンゴ』のマタンゴや、1964年（昭和39年）の東宝映画『宇宙大怪獣ドゴラ』の怪獣ドゴラのデザインも担当。

## 書籍
- 『帝国連合艦隊　●小松崎茂の世界　★栄光の軍艦名画集』　KKワールドフォトプレス　（ワイルドムック3）　1977年（昭和52年）8月初版発行

## 弟子・関係する人物
- 髙荷義之 - 小松崎の弟子。プラモデルボックスアートを多く描いている。
- 小林弘隆 - 小松崎の弟子であり、また小松崎の師である小林秀恒の息子。MGCというモデルガンメーカーの専属イラストレーターでボックスアートを多数手掛けている。
- 大西将美 - 小松崎の内弟子であり、タミヤ・ホワイトパッケージの第一人者として知られる。
- 上田信 - 小松崎の内弟子。
- 田代光 - 小松崎の弟子。
- 樺島勝一 - 日本の少年メカニック・イラストの先駆け、「船のカバシマ」。
- 梶田達二 - 小松崎を師と仰ぐイラストレーター・画家。
- 石原豪人 - 挿絵画家。
- 池田大作 - 1949年頃、日本正学館『冒険少年』の担当編集者だった。